# 傑羅丁·費拉羅
傑羅丁·安妮·費拉羅 （Geraldine Anne Ferraro，1935年8月26日—2011年3月26日），美國政治人物、法律界人士及前外交官，民主黨籍，是該國第一位在主要政黨名單上參選副總統的女性（1984年，其搭擋為沃爾特·蒙代爾）。曾任紐約州第九國會選區眾議員（1979年—1985年）及美國駐聯合國人權委員會大使（1993年—1996年）。
在2008年美國總統選舉中作為希拉里·克林頓的助選團財務委員會成員，由於指黨內主要對手巴拉克·奧巴馬因其種族得益而被迫辭職。
費拉羅在1998年證實患上多發性骨髓瘤，抗病逾12年，終在2011年3月26日病逝，終年75歲。